# Amboy (Nowy Jork)
Amboy – miasto w Stanach Zjednoczonych, w stanie Nowy Jork, w hrabstwie Oswego.